# 永山彦三郎
永山 彦三郎（ながやま ひこさぶろう、1960年5月31日 - ）は、作家、教員。東京都出身。
叔父は元松竹会長の永山武臣。曾祖父は男爵永山武四郎。従兄弟はテレビドラマディレクター、映画監督、フジテレビジョン編成制作局ゼネラルプロデューサー永山耕三。

## 略歴
栃木県立鹿沼高等学校をへて宇都宮大学教育学部卒。栃木県教職員をへて小説『夜明けの口笛吹き』にて第2回開高健賞奨励賞受賞(1993年)。第2回なみある?サーファーズアワード受賞(2004年)

## 著書
- 『夜明けの口笛吹き』(TBSブリタニカ)・現(阪急コミュニケーションズ)
- 『サーフィン型学校が子どもを救う! - 「やり直し可能」な教育システム』(平凡社新書)
- 『現場から見た教育改革』(ちくま新書)
- 『学校解体新書―世紀末ノ教育現場カラノ報告』(TBSブリタニカ)・現(阪急コミュニケーションズ)

| スタブアイコン | サブスタブ | この項目は、まだ閲覧者の調べものの参照としては役立たない、人物に関連した書きかけの項目です。この項目を加筆・訂正などしてくださる協力者を求めています（P:人物伝/PJ:人物伝）。 |